# Toke Townley
John Antony "Toke" Townley, född 6 november 1912 i Great Dunmow, Essex, död 27 september 1984 i Leeds, West Yorkshire, var en brittisk skådespelare.
Townley är mest känd för rollen som Sam Pearson i TV-serien Hem till gården, som han spelade från seriens start 1972 fram till sin död 1984.

## Rollista i urval
- 1953 – Allt kan hända i Paris
- 1953 – Hin Håle i högform
- 1955 – Doktorn går till sjöss
- 1958 – Lek i blindo
- 1961, 1964 – The Avengers (TV-serie)
- 1962 – Den vilda ladyn
- 1963 – Sykes and a... (TV-serie)
- 1964 – Det dolda brottet
- 1971 – The Two Ronnies (TV-serie)
- 1972–1984 – Hem till gården (TV-serie)